# Ziegelbrunnen (Aichstetten)
Ziegelbrunnen ist ein Ortsteil der Gemeinde Aichstetten im Landkreis Ravensburg in Baden-Württemberg. 

## Geografie
Der Weiler liegt circa einen Kilometer nördlich von Aichstetten und ist über die Landstraße 260 zu erreichen.